# Perquenco
Perquenco är en kommun i Chile.   Den ligger i provinsen Provincia de Cautín och regionen Región de la Araucanía, i den södra delen av landet, 600 km söder om huvudstaden Santiago de Chile.
Trakten runt Perquenco består till största delen av jordbruksmark. Runt Perquenco är det ganska glesbefolkat, med 27 invånare per kvadratkilometer.